# Beastmode
Beastmode ist das vierte Soloalbum des deutschen Rappers Animus. Die Veröffentlichung fand am 4. April 2014 statt.

## Hintergrund
Im Jahr 2013 gelangte Animus durch das Maskulin Mixtape Vol. 3, ein Sampler des Labels Maskulin, erstmals in die deutschen Albumcharts. Am 24. Januar 2014 erschien dann das Maskulin Mixtape Vol. 4, welches wieder einen Charteinstieg verzeichnen konnte. Danach trennte sich Animus im Streit von Maskulin, woraufhin er einen Vertrag beim Label Made Music unterzeichnete. Dann begann er mit den Arbeiten zu seinem vierten Studioalbum. Fler, Inhaber des Labels Maskulin, und Animus sagten in Interviews übereinstimmend, dass es letztlich zum Kontaktabbruch der beiden gekommen sei, da Fler die Veröffentlichung von Animus’ Solo-Album weiter verzögern wollte, da seines Erachtens noch nicht das nötige öffentliche Interesse vorhanden sei. Tatsächlich fiel die Platzierung des Solo-Albums mit 93 deutlich schlechter aus als die der Maskulin-Labelsampler.

## Inhalt
Oft wird der Hörer des Albums dazu motiviert, seinen eigenen Weg zu gehen und sich von diesem nicht durch andere abbringen zu lassen. Animus bedient sich, unter anderem, an Battle-Rap sowie an dem Subgenre Storytelling. Dabei stellen besonders die Lieder Bei dir und Bisschen mehr Storytelling-Rap dar, während sich Ich stehe meinen Mann dem Battle-Rap zuordnen lässt. Ich stehe meinen Mann lehnt sich stark an das Lied 63 von Kaaris an. Animus stichelt in einigen Liedern gegen Fler.

## Produktion
Die musikalische Untermalung des Albums liefern die Produzenten Hijackers, KD-Supier, Abaz, Joshimixu und Undercover Molotov.

## Gastbeiträge
Das Album enthält Gastbeiträge der Künstler Bozza (Gorilla), Marq Figuli (Bei dir und Bisschen mehr) und Colin Johnson (Monster). Durch die Trennung zwischen Animus und Maskulin kamen die vorher erwarteten Rapper Fler und Silla nicht als Featurings auf das Album.

## Titelliste
| #  | Titel                    | Gastmusiker   | Länge |
| -- | ------------------------ | ------------- | ----- |
| 1  | Monster                  | Colin Johnson | 3:16  |
| 2  | Drei Affen               |               | 3:51  |
| 3  | Ich stehe meinen Mann    |               | 3:46  |
| 4  | Paper                    |               | 3:49  |
| 5  | Nimm es                  |               | 2:40  |
| 6  | Gute Miene böses Spiel   |               | 2:26  |
| 7  | Gorilla                  | Bozza         | 3:17  |
| 8  | Keiner kriegt mich klein |               | 3:46  |
| 9  | Augen                    |               | 3:31  |
| 10 | Bei dir                  | Marq Figuli   | 3:12  |
| 11 | Kenne deinen Wert        |               | 4:05  |
| 12 | Bisschen mehr            | Marq Figuli   | 3:09  |
| 13 | Outro                    |               | 3:33  |

## Vermarktung
Zunächst erschien der Disstrack Junge mit Carazza am 26. Februar 2014 auf YouTube. Dann wurde Drei Affen als Musikvideo auf der Plattform aggro.tv veröffentlicht. Das Lied Monster wurde am 14. März 2014 visualisiert. Am 16. März 2014 erschien dann das offizielle Snippet zu Beastmode über aggro.tv. Am 3. April 2014 wurde Ich stehe meinen Mann als HDF-Video veröffentlicht. Der Song Keiner kriegt mich klein erschien am 10. April 2014 offiziell auf YouTube.

## Rezeption
Charterfolg
Beastmode konnte sich für eine Woche auf Platz 93 der deutschen Albumcharts platzieren.

| Jahr | Titel     | Höchstplatzierung, Gesamtwochen, AuszeichnungChartplatzierungen (Jahr, Titel, Platzierungen, Wochen, Auszeichnungen, Anmerkungen) | Höchstplatzierung, Gesamtwochen, AuszeichnungChartplatzierungen (Jahr, Titel, Platzierungen, Wochen, Auszeichnungen, Anmerkungen) | Höchstplatzierung, Gesamtwochen, AuszeichnungChartplatzierungen (Jahr, Titel, Platzierungen, Wochen, Auszeichnungen, Anmerkungen) | Anmerkungen                         |
| Jahr | Titel     | DE | AT | CH | Anmerkungen                         |
| ---- | --------- | --- | --- | --- | ----------------------------------- |
| 2014 | Beastmode | DE93 (1 Wo.)DE | AT–AT | CH–CH | Erstveröffentlichung: 4. April 2014 |

Reaktionen anderer Künstler
Fler reagierte sarkastisch auf die Chartplatzierung.